# 沪宁沿江高速铁路
沪宁沿江高速铁路，又称苏南沿江铁路、南沿江城际铁路、南沿江高铁，是中华人民共和国江苏省一条连接南京与太仓的高速铁路。项目设计速度350公里/小时，正线全长278.53公里，西起南京南站，东至太仓站，通过沪苏通铁路进入上海枢纽。同步建设时速120km/h的江宁联络线和160km/h的太仓联络线，建设工期4年。2018年10月8日，苏南沿江城际铁路正式开工，2023年9月28日开通运营。

## 历史
2011年3月30日，江苏省铁路办与常州发改委共同组织召开了“沿江城际铁路建设方案征求意见会”。
2014年2月10日，江苏省在南京召开了全省交通运输工作会议，介绍今年本省铁路建设情况，沿江城际铁路前期准备工作仍处于快速推进中。
2018年4月19日，《新建铁路苏南沿江铁路环境影响评价全本》公示。6月12日，中国铁路总公司与江苏省人民政府联合批复苏南沿江铁路的可行性研究报告。10月8日，江苏南沿江城际铁路开工动员会在常州市金坛区举行。
张家港市先后对上争取取消了西北联络线，北方列车自沪通大桥过江后将无法接入南沿江高铁南京方向。
2020年6月19日，常州段开始架设首榀箱梁。
2021年10月24日，宁常段无砟轨道开始施工。12月21日，沪渝蓉高铁（北沿江高速铁路）引入南沿江城际铁路同步实施工程开工。该工程临近太仓市境内沪苏通铁路与在建南沿江城际铁路，含沪渝蓉引入南沿江上行、下行，南沿江引入沪渝蓉上行、下行4条联络线，以及南沿江正线改道岔，共计5条线，桥梁总长度3.7千米，由中铁上海工程局承建。该工程的建设将实现南沿江与北沿江两条铁路的互联互通。为保障南沿江城际铁路2023年顺利开通，该工程将在此之前完工。
2022年1月7日，南沿江城际铁路常州段正线架梁工作完成，实现了正线从南京至苏州长达168公里区间的长距离贯通。3月11日，常州至江阴段箱梁架设完成。7月17日，太仓段完成无砟轨道施工。9月1日，南沿江城际铁路进入全线铺轨阶段。10月18日，太仓段开始铺轨。
2023年3月14日，根据国铁集团有关通知，明确新建江苏南沿江城际铁路线路名称为沪宁沿江高速铁路，简称沪宁沿江高铁。5月12日，沪宁沿江高铁开始静态验收。5月20日，沪宁沿江高铁全线铺轨贯通。同月底，沪宁沿江高铁全面进入静态验收阶段。6月11日，启动接触网热滑试验。6月15日，沪宁沿江高铁进入联调联试阶段。7月14日，沪宁沿江高铁综合检测列车完成拉通试验。8月16日，沪宁沿江高铁联调联试工作结束，转入试运行阶段。9月15日，沪宁沿江高铁通过初步验收。9月28日，全线开通运营。张家港的宣传机构将西北联络线的取消作为主要政绩进行宣传。

## 线路
当前线路由南京南站引出，利用宁杭高铁在江宁站分叉，经过南京市江宁区、镇江市句容市、常州市（金坛区、武进区）、无锡市（江阴市）、苏州市（张家港市、常熟市、太仓市）引入太仓站后利用沪苏通铁路进入上海枢纽。
| 沪宁沿江高速铁路 |          |                    |            |          |                                                              |                                                           | |
| 所在区域         | 所在区域 | 车站名称           | 距起点距离 | 总规模   | 连接铁路线路                                                 | 城市轨道交通换乘                                          | 备注 |
| 南京市           | 雨花台区 | 南京南站           | 0.000      | 15台28线 | 京沪高速铁路 宁蓉铁路 宁杭高速铁路 宁安客运专线 沪宁城际铁路 | 南京地铁1号线 南京地铁3号线 南京地铁S1号线 南京地铁S3号线 | 本线引入宁安场，并通过宁安沪蓉联络线连接车站21-22站台，实现上海-合肥方向直通。                                 |
| 南京市           | 江宁区   | 江宁站（暂未建设） | 11.207     | 2台4线   | 宁杭高速铁路                                                 |                                                           | 地面车站，车站规模2台4线，新建江宁联络线外包引入既有宁杭客专车场。                                             |
| 镇江市           | 句容市   | 句容站             | 38.695     | 4台10线  | 规划扬马巢铁路                                               | 南京地铁S6号线                                            | 高架车站，本线2台6线。本场与扬马巢场合场布置，扬马巢铁路外包沪宁沿江高铁。场间联络线预留扬马巢铁路接轨条件。   |
| 常州市           | 金坛区   | 金坛站             | 84.076     | 4台10线  | 规划鎮宣鐵路                                                 |                                                           | 高架车站，本线2台6线，与规划镇宣铁路十字交叉共站房设置。规划预留东南联络线以满足跨线客车通路需求。             |
| 常州市           | 武进区   | 武进站             | 122.670    | 2台6线   |                                                              | 常州地铁1号线                                             | 高架车站 |
| 无锡市           | 江阴市   | 江阴站             | 164.010    | 5台12线  | 新长铁路 规划盐泰锡宜铁路                                    | █ 无锡地铁S1线                                            | 本线2台6线，与盐泰锡宜铁路合场布置，盐宜铁路外包沪宁沿江高铁。城际场两端设有联络线，以实现城际场间的互联互通。 |
| 苏州市           | 张家港市 | 张家港站           | 208.991    | 4台13线  | 沪苏通铁路 在建通苏嘉甬铁路                                  |                                                           | 高架车站，本线2台4线，与沪苏通铁路分场布置，与在建通苏嘉甬铁路插花式布置。                                     |
| 苏州市           | 常熟市   | 常熟站             | 228.732    | 3台8线   | 沪苏通铁路                                                   |                                                           | 高架车站，本线2台4线，与沪苏通铁路分场布置，两场共用一座岛式站台。                                             |
| 苏州市           | 太仓市   | 太仓站             | 276.714    | 6台18线  | 沪苏通铁路 在建北沿江高速铁路                                |                                                           | 高架车站，本线2台5线，与沪苏通铁路和沪渝蓉高铁分场布置。                                                       |